# Борщёвский сахарный завод
Борщёвский сахарный завод — предприятие пищевой промышленности в городе Борщёв Тернопольской области.

## История
Сахарный завод был построен в соответствии с семилетним планом развития народного хозяйства СССР и введён в эксплуатацию в 1962 году. Вместе с заводом был построен заводской посёлок для рабочих предприятия.
Строительство завода проходило в соответствии с программой производственной кооперации стран СЭВ, в нём участвовали 70 предприятий СССР, а также предприятия ГДР и Чехословакии.
В 1972 году мощность сахарного завода составляла 2,5 тыс. тонн сахарной свеклы в сутки, в этом году он выпустил 48,2 тыс. тонн сахара-песка, который закупали все республики СССР, а также Болгария, Венгрия, ГДР и Югославия. 
Рабочие завода принимали участие в художественной самодеятельности. В 1978 году на предприятии был открыт музей истории народного театра Борщёвского сахарного завода.
На балансе завода находился рабочий посёлок из 37 жилых домов.
В целом, в советское время завод входил в число крупнейших предприятий города.
После провозглашения независимости Украины завод перешёл в ведение Государственного комитета пищевой промышленности Украины. В дальнейшем государственное предприятие было реорганизовано в открытое акционерное общество, а затем - в общество с ограниченной ответственностью.
Перепроизводство сахара в 2006 году и начавшийся в 2008 году экономический кризис осложнили положение завода, который остановил работу.
В декабре 2016 года немецкая компания "Pfeifer&Langen" начала переговоры с банком "Проминвестбанк" о приобретении завода (ранее находившегося в собственности компании "Т-Цукор") и в январе 2017 года стала владельцем завода.

## Современное состояние
Завод находится в собственности ООО «Радеховский сахар» (структурного подразделения немецкой компании "Pfeifer&Langen").